# Lijst van voetbalinterlands Comoren - Mozambique
Deze lijst van voetbalinterlands is een overzicht van alle officiële voetbalwedstrijden tussen de nationale teams van de Comoren en Mozambique. De landen hebben tot op heden zes keer tegen elkaar gespeeld. De eerste ontmoeting was een kwalificatiewedstrijd voor de Afrika Cup 2012, op 9 oktober 2010 in Moroni. Het laatste duel, de troostfinale van de COSAFA Cup 2024, vond plaats op 7 juli 2024 in Port Elizabeth (Zuid-Afrika).

## Wedstrijden
| № | Plaats         | Datum            | Competitie                   | Wedstrijd            | Uitslag |
| - | -------------- | ---------------- | ---------------------------- | -------------------- | ------- |
| 1 | Moroni         | 9 oktober 2010   | Afrika Cup 2012 kwalificatie | Comoren − Mozambique | 0 − 1   |
| 2 | Maputo         | 8 oktober 2011   | Afrika Cup 2012 kwalificatie | Mozambique − Comoren | 3 − 0   |
| 3 | Moroni         | 11 november 2011 | WK 2014 kwalificatie         | Comoren − Mozambique | 0 − 1   |
| 4 | Maputo         | 15 november 2011 | WK 2014 kwalificatie         | Mozambique − Comoren | 4 − 1   |
| 5 | Pietersburg    | 29 mei 2018      | COSAFA Cup 2018              | Mozambique − Comoren | 3 − 0   |
| 6 | Port Elizabeth | 7 juli 2024      | COSAFA Cup 2024              | Comoren − Mozambique | 2 − 2   |

## Samenvatting
| Competitie              | Totaal gespeeld | Winst Comoren | Gelijk | Winst Mozambique | Doelsaldo Comoren – Mozambique |
| ----------------------- | --------------- | ------------- | ------ | ---------------- | ------------------------------ |
| WK-kwalificatie         | 2               | 0             | 0      | 2                | 1 − 5                          |
| Afrika Cup-kwalificatie | 2               | 0             | 0      | 2                | 0 − 4                          |
| COSAFA Cup              | 2               | 0             | 1      | 1                | 2 − 5                          |
| Totaal                  | 6               | 0             | 1      | 5                | 3 − 14                         |

Wedstrijden bepaald door strafschoppen worden, in lijn met de FIFA, als een gelijkspel gerekend.
FCF · Comorees vrouwenelftal

Interlands
Tegenstander:
Angola ·
Botswana ·
Burkina Faso ·
Burundi ·
Centraal-Afrikaanse Republiek ·
Djibouti ·
Egypte ·
Ethiopië ·
Gabon ·
Gambia ·
Ghana ·
Guinee ·
Ivoorkust ·
Jemen ·
Kaapverdië ·
Kameroen ·
Kenia ·
Lesotho ·
Libië ·
Madagaskar ·
Malawi ·
Malediven ·
Mali ·
Marokko ·
Mauritanië ·
Mauritius ·
Mozambique ·
Namibië ·
Oeganda ·
Palestina ·
Seychellen ·
Sierra Leone ·
Swaziland ·
Togo ·
Tsjaad ·
Tunesië ·
Zambia ·
Zimbabwe ·
Zuid-Afrika
FMF · 
A-internationals · 
Mozambikaans vrouwenelftal
1970 – 1979 · 
1980 – 1989 · 
1990 – 1999 · 
2000 – 2009 · 
2010 – 2019 ·
2020 − 2029
Afrika Cup 1986 · 
Afrika Cup 1996 · 
Afrika Cup 1998 · 
Afrika Cup 2010
Algerije ·
Angola ·
Benin ·
Botswana ·
Burkina Faso ·
Centraal-Afrikaanse Republiek ·
Comoren ·
Congo-Brazzaville ·
Congo-Kinshasa ·
Egypte ·
Eritrea ·
Ethiopië ·
Gabon ·
Ghana ·
Guinee ·
Guinee-Bissau ·
Ivoorkust ·
Kaapverdië ·
Kameroen ·
Kenia ·
Lesotho ·
Libië ·
Madagaskar ·
Malawi ·
Mali ·
Marokko ·
Mauritanië ·
Mauritius ·
Namibië ·
Niger ·
Nigeria ·
Oeganda ·
Oman ·
Portugal ·
Rwanda ·
Senegal ·
Seychellen ·
Soedan ·
Somalië ·
Swaziland ·
Tanzania ·
Togo ·
Tunesië ·
Vietnam ·
Zambia ·
Zimbabwe ·
Zuid-Afrika ·
Zuid-Soedan